# Juan de Flores
Juán de Flores var en spansk poet, verksam omkring 1500.
Flores är huvudsakligen känd genom Grisel y Mirabella, en fri bearbetning efter Giovanni Boccaccios Filocolo och Grimalte y Gradissa, som är en fortsättning på Boccaccios Fiammetta. Den förra dikten blev ytterst populär och översattes till flera språk och har gett stoff till Ludovico Ariostos Orlando, John Fletchers Women pleased, Lope de Vegas Ley executada och Madeleine de Scudérys Le prince déguisé. Båda dikterna är troligen från 1400-talet.